# Tytus Czaki

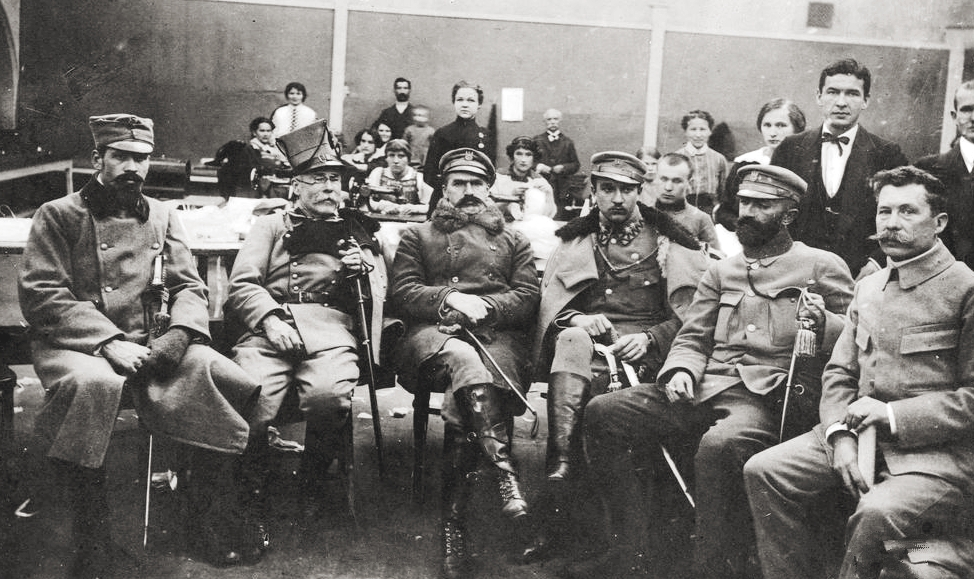
Oficerowie Legionów, Zakopane 16 grudnia 1914. Od lewej Tytus Czaki, Wacław Sieroszewski, Józef Piłsudski, Tadeusz Kasprzycki, Walery Sławek

Tytus Wincenty Czaki (ur. 4 stycznia 1888 w Ciechocinku, zm. 24 stycznia 1944 w Warszawie) – polski działacz niepodległościowy, legionista, prezydent Brześcia nad Bugiem i Włocławka (jako komisarz rządowy), założyciel Unii Narodowo-Państwowej w 1922 roku.

## Życiorys
Urodził się w rodzinie Feliksa, dziennikarza, i Antoniny ze Śladowiczów . Ukończył szkołę średnią we Włocławku, po czym zdał egzamin do Korpusu Kadetów im. Suworowa w Warszawie. W 1905 wstąpił do PPS, działał w jej Organizacji Bojowej. Został aresztowany i skazany na dożywotnią katorgę na Syberii. W 1905 zbiegł z Kireńska do Krakowa. Później podejmował zadania bojowe na terenie Królestwa Polskiego. W 1913 roku został ranny w płuco. Leczył się Zakopanem, gdzie organizował Obwód Podhalański Związku Strzeleckiego. W czasie I wojny światowej walczył w Legionach Polskich. Był komendantem Placu w Zakopanem, gdzie popadł w konflikt z c. i k. żandarmerią. 28 stycznia 1915 roku zachorował i leczył się w Szpitalu Zmartwychwstanek w Kętach. Mianowany podporucznikiem w 1 pułku piechoty. 4 maja 1915 roku został ranny w pierś. Leczony w Szpitalu Czerwonego Krzyża Abacya.
W latach 1916–1918 w Krakowie współpracował z redakcją Kultury Polskiej. W wolnej Polsce był redaktorem naczelnym „Ziemi Lubelskiej”, współzakładał również tygodnik „Polesie”. Sprawował funkcję prezydenta Brześcia nad Bugiem, a później Włocławka (jako komisarz rządowy). 
Podczas II wojny światowej działał w konspiracji. 5 stycznia 1944 aresztowany przez Gestapo, przebywał na Pawiaku, rozstrzelany w ruinach getta warszawskiego. 
15 maja 1919 roku ożenił się z Jadwigą Dobrowolską, z którą miał córkę Hannę (1922–1944).

## Ordery i odznaczenia
- Krzyż Niepodległości z Mieczami – 19 grudnia 1930 roku[8]